# Alegeri legislative în România, 1975
Alegerile legislative din România din 1975 au fost convocate pe 9 martie 1975 în Republica Socialistă România.
Frontul Unității Socialiste a obținut 99,77% din voturi.
Votanți înregistrați: 14.900.032

S-au prezentat la vot: 14.894.185 (99,96%)

Voturi valide: 14.893.592 

Voturi anulate: 593

Voturi obținute de candidații care au primit mandat: 14.715.539
Mandate:
Frontul Unității Socialiste: 349

Total mandate: 349